# Hugo Barrette
Hugo Barrette (4 luglio 1991) è un pistard canadese.

## Palmarès

### Giochi panamericani
- 3 medaglie:
  - 2 ori (Toronto 2015 nella velocità; Toronto 2015 nella velocità a squadre)
  - 1 bronzo (Toronto 2015 nel keirin)

### Campionati panamericani
- 5 medaglie:
  - 4 argenti (Mar del Plata 2012 nella velocità a squadre; Città del Messico 2013 nella velocità a squadre; Aguascalientes 2014 nel keirin; Santiago 2015 nella velocità a squadre)
  - 1 bronzo (Santiago 2015 nella velocità)